# Lonchophyllini
Lonchophyllini – plemię ssaków z podrodziny nektarolotów (Lonchophyllinae) w obrębie rodziny liścionosowatych (Phyllostomidae).

## Rozmieszczenie geograficzne
Plemię obejmuje gatunki występujące w krainie neotropikalnej.

## Systematyka
Do plemienia należą następujące rodzaje:
- Lionycteris O. Thomas, 1913 – nektaronocek – jedynym przedstawicielem jest Lionycteris spurrelli O. Thomas, 1913 – nektaronocek kasztanowaty
- Lonchophylla O. Thomas, 1903 – nektarolot
- Platalina O. Thomas, 1928 – długopyszczek – jedynym przedstawicielem jest Platalina genovensium O. Thomas, 1928 – długopyszczek peruwiański
- Xeronycteris Gregorin & Ditchfield, 2005 – sucholubek – jedynym przedstawicielem jest Xeronycteris vieirai Gregorin & Ditchfield, 2005 – sucholubek brazylijski